# روبرت باين
روبرت تراست باين (بالإنجليزية: Robert Treat Paine; 11 مارس 1731 – 11 مايو 1814) هو أحد الموقعين على إعلان استقلال الولايات المتحدة كممثل من ولاية ماساتشوستس في الكونغرس القاري.
ولد باين في بوسطن عاصمة ماساتشوستس، ودرس في المدرسة اللاتينية في بوسطن، ثم حصل على شهادة في القانون من جامعة هارفارد سنة 1749. بعد ذلك بدأ باين الانخراط في التجارة وسافر في رحلة إلى المستوطنات الجنوبية في إسبانيا حتى استقر في نهاية المطاف في انجلترا.
عندما عاد باين من رحلته سنة 1757، حصل تصريح من نقابة المحامين في ولاية ماساتشوستس، حينها بدأ باين ممارسته الفعلية في القانون في بورتلاند(التي كانت في تلك الفترة تابعة لولاية ماساتشوستس، حالياً تتبع ولاية مين) ثم انتقل إلى تونتون في ولاية ماساتشوستس.
في عام 1768 تمت دعوة باين إلى اجتماع لمناقشة الضباط والجنود البريطانيين ومحاكمتهم، الذين شاركوا في مذبحة بوسطن.
خدم باين في محكمة ماساتشوستس في الأشهر ما بين 1774-1773. في عام 1774 تم انتخاب باين كممثل لولاية ماساتشوستس في الكونغرس القاري، وقد كان أحد الموقعين على إعلان استقلال الولايات المتحدة الأمريكية.
في عام 1777 أصبح باين رئيسًا لمجلس النواب لولاية ماساتشوستس. وفي عام 1779 تم تعيينه عضوا في المجلس التنفيذي للولايات المتحدة. وقد كان باين عضوًا في اللجنة القضائية في صياغة دستور الولايات المتحدة؛ وكان من المؤيدين ومن المتحمسين لها.
في السنوات ما بين 1777-1790 شغل منصب المدعي العام في ولاية ماساتشوستس. وفي 1790-1804 كان قاضٍ في المحكمة العليا لولاية ماساتشوستس. تقاعد باين في سنة 1804 من المحكمة بسبب سوء حالته الصحية، وبهذا زاد تركيزه على أسرته وعلى اهتماماتهم. حتى توفي باين بعمر يناهز الـ83 ودفن في المقبرة القديمة في ماساتشوستس.

## روابط خارجية
- روبرت باين على موقع الموسوعة البريطانية (الإنجليزية)